# Saint-Julien-de-la-Liègue
Saint-Julien-de-la-Liègue település Franciaországban, Eure megyében. Lakosainak száma 419 fő (2022. január 1.). Saint-Julien-de-la-Liègue Ailly, Le Val-d'Hazey, Gaillon, Saint-Aubin-sur-Gaillon és Clef-Vallée-d'Eure községekkel határos.

## Népesség
A település népessége az elmúlt években az alábbi módon változott:
| Lakosok száma | 108  | 168  | 236  | 295  | 394  | 405  | 413  | 422  | 418  | 419  |
|               | 1968 | 1982 | 1990 | 2006 | 2013 | 2015 | 2017 | 2019 | 2020 | 2022 |